# اندیس طاهر آباد (سنگ تزئینی)
طاهر آباد (سنگ تزئینی) یک اندیس مصالح ساختمانی است که در حوالی شهر خور استان اصفهان قرار دارد و مادهٔ معدنی موجود در آن، سنگ تزئینی است.  